# Pierre de touche

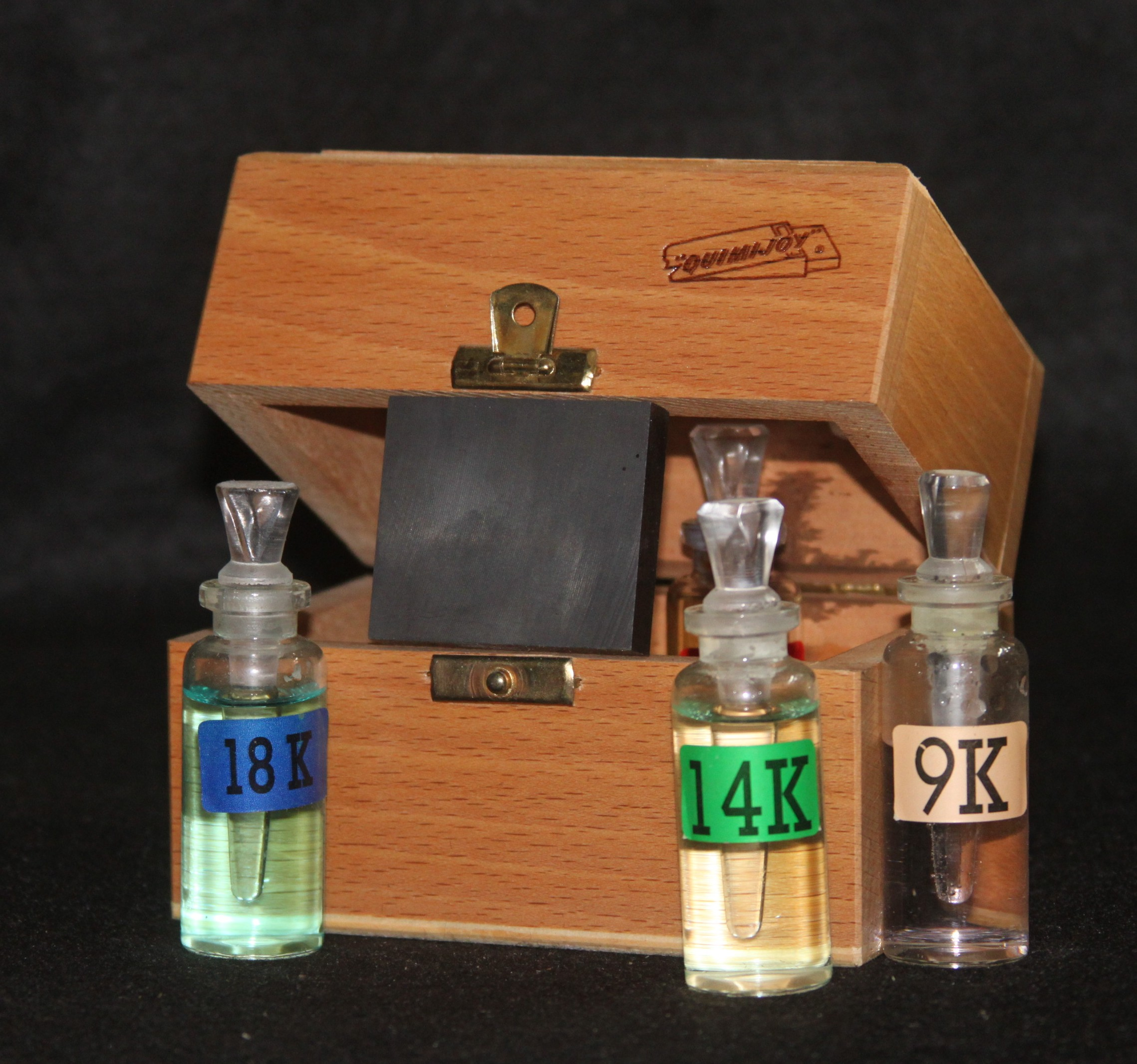
Pierre de touche et flacons d'acide

L'essai du titre à la pierre de touche, ou essai au touchau, est un procédé destiné à vérifier le titre d'un objet en alliage ou en métal précieux en orfèvrerie ou monnayage. Connu depuis l'Antiquité, l'essai consiste à frotter la pièce à vérifier sur une pierre dure et à comparer les réactions de l'acide sur ce résultat et sur une marque produite par un métal de référence.

## Histoire
La méthode au touchau est attestée dès l'Antiquité. En grec ancien, la pierre de touche était appelée βάσανος / básanos, terme passé en latin sous la forme basanites qui a donné le français basalte. Au IIe siècle av. J.-C., Pline l'Ancien y fait référence dans l'Histoire naturelle en désignant la pierre de touche sous le nom de lapis Lydius.
Au début du XIVe siècle, l'essai à la coupelle vient compléter l'essai au touchau. En 1437 l'utilisation du touchau afin de confondre des revendeurs frauduleux est mentionnée dans le premier statut des orfèvres de Vicence.
Au XIXe siècle, après une très forte utilisation du touchau, les procédés évoluent. Un projet de réforme de l'orfèvrerie austro-hongroise de 1860 évoque le touchau, la coupelle et le récent procédé d'essai de l'argent par la voie humide. 
En France, le touchau est pratiqué par les bureaux de contrôle du titre des objets en métaux précieux.

## Procédé
Afin de réaliser l'essai, l'essayeur dispose de plusieurs accessoires :  
- la pierre de touche, minéral très dur (jaspe noir de type cornéen lydien[2]) ;
- les touchaux, échantillons de métal de référence ;
- les flacons d'acide correspondant aux métaux testés.

L'essayeur frotte la pièce à tester sur la pierre de touche, il en résulte une marque. Parallèlement à cette marque, il frotte sur la pierre le touchau correspondant au métal et au titre à tester. Les deux marques sont alors aspergées d'acide et, après avoir laissé agir, le résultat est comparé.
Pour l'or, la réaction est faite à l'acide nitrique : si la trace demeure d’un jaune brillant, l’alliage est au bon titre. Si la trace devient brun-rouge ou si du métal disparaît en essuyant la pierre, l’alliage n'est pas au titre. Pour l'argent, le procédé est le même, le réactif chimique était une solution de sulfate d'argent, suivi d'acide chromique. 
Ces essais sont cependant approximatifs et nécessitent une certaine expérience de la part de l'essayeur (qui engage sa responsabilité), car ils se basent uniquement sur une comparaison visuelle,.